# (761) Brendelia
(761) Brendelia est un astéroïde de la ceinture principale.

## Caractéristiques
Il a été découvert le 8 septembre 1913 par l'astronome allemand Franz Kaiser depuis l'observatoire d'Heidelberg. Sa désignation provisoire était 1913 SO.
Le nom Brendelia fait référence à Otto Rudolf Martin Brendel, un astronome allemand.

## Satellite
Un compagnon lui est trouvé en 2024. Il a une période orbitale de 57,079 ± 0,016 heures. Le satellite et l'objet primaire seraient de taille similaire et le système serait entièrement synchronisé (période de rotation des deux corps égale à leur période orbitale mutuelle).